# André Bazin
André Bazin (Angers, 18 aprile 1918 – Nogent-sur-Marne, 11 novembre 1958) è stato un critico cinematografico francese.

## Biografia
Di formazione cattolica, la sua prima vocazione fu quella di diventare un insegnante. Nel 1938, ventenne, s'iscrisse ai corsi della scuola normale di Saint Cloud, ma nel 1941 non superò l'orale del concorso per l'insegnamento; si avvicinò quindi a Pierre Aimé Touchard che aveva appena fondato a Parigi la maison des lettres.
Nella capitale André Bazin fondò un cineclub in cui invitava regolarmente Roger Leenhardt, autore, sulla rivista Esprit, della rubrica la petite école du spectateur di cui Bazin era da tempo assiduo lettore.
La Liberazione fu un periodo intenso anche da un punto di vista culturale: si voleva portare il popolo alla cultura e la cultura al popolo. Forte di questa convinzione Bazin si impegnò nell'educazione popolare. Partecipò alla fondazione di cineclub, tenne corsi, organizzò conferenze nelle fabbriche, in Germania, in Algeria, in Marocco.
Fu un periodo frenetico in cui, parallelamente, iniziò anche un lavoro di riflessione e di giornalista per L'écran français, Le Parisien linéré e Esprit. Partecipò alla nascita di Radio-Cinéma-Télévision (che in seguito diventerà Télérama). Fu in questo periodo che conobbe e aiutò un giovane appassionato di cinema, François Truffaut, di cui diviene padre spirituale e protettore.
Nel 1951 fondò con Jacques Doniol-Valcroze, i Cahiers du cinéma su cui ha scritto un'intera generazione di critici e futuri cineasti che hanno dato vita alla Nouvelle Vague.
André Bazin scommise che, presentando e spiegando le opere di qualità ad un pubblico popolare, questo sarebbe diventato più esigente, meno succube delle opere puramente commerciali. Per lui la cultura era un mezzo di emancipazione delle masse.
Morì di leucemia nel 1958, la notte successiva all'inizio delle riprese de I quattrocento colpi, il primo lungometraggio di François Truffaut, che non a caso lo dedicò alla memoria del maestro. La morte, che lo colse appena quarantenne, impedì a Bazin di assistere all'affermazione di una nuova generazione di cineasti profondamente segnati dalla sua intelligenza critica e dal suo impegno.
Molto importanti sono le sue teorizzazioni relative al realismo al cinema: Bazin sviluppa i concetti di "realismo ontologico", di "montaggio proibito" e dividerà i registi nel periodo appena successivo all'avvento del sonoro tra quelli che credono nell'immagine e quelli che credono nella realtà. Tutti questi concetti sono ampiamente trattati in Che cos'è il cinema?.
Inoltre importante nella sua teorizzazione è il rifiuto della rappresentazione della morte e della "piccola morte", ossia l'orgasmo, in quanto elementi contrari alla creazione operata dal cinema e perché eventi irripetibili e quindi privati della loro intima natura se riprodotti più volte (mandando avanti e indietro la pellicola); in ogni caso morte e orgasmo rientrano tra gli specifici filmici perché solo con la dimensione temporale (tipica del cinema) possono essere riprodotti.

## Dalla pittura alla fotografia al cinema
Per quanto riguarda la differenza tra immagine pittorica e fotografia, da cui il cinema, Bazin nel saggio Ontologia dell'immagine fotografica ha scritto che la prospettiva è «il peccato originale dell'arte occidentale» (Che cosa è il cinema?) in quanto, è stato scritto, «tramite essa si è cercato invano di soddisfare l'esigenza di realismo profondamente radicata nell'animo umano» quando la pittura rimane «il risultato di un'operazione eminentemente umana». Agi occhi di Bazin Niepce con la fotografia e Lumière con il cinema sono «i redentori del peccato originale consumato con l'invenzione della prospettiva» (Bazin). Lo stesso studioso Marco Bertoncini continua riportando ancora le parole di Bazin: il «passaggio dalla pittura barocca alla fotografia non risiede nel semplice perfezionamento materiale (...) ma in un fatto psicologico: la soddisfazione completa del nostro appetito d'illusione mediante una riproduzione meccanica da cui l'uomo è escluso. La soluzione non era nel risultato ma nella genesi». Liberata dal realismo la pittura torna ad occuparsi dell'invisibile realtà più profonda, attività di cui, scrive Bazin, Picasso è il mito. (Bertoncini 2009, pp.60-62)

## Opere
- Vittorio De Sica, Parma, Guanda, 1953
- Che cos'è il cinema? (raccolta di saggi scelti e tradotti da Adriano Aprà), Milano, Garzanti, 1973 (più volte ristampato)
- Il cinema della crudeltà, Milano, Il formichiere, 1979
- "Orson Welles", Milano, Il Formichiere, 1980 (nuova traduzione italiana di entrambe le versioni del testo francese, edite nel 1950 e nel 1973, a cura di Elena Dagrada, Trento, Temi, 2005)

Saggi, interviste e scritti di Bazin compaiono anche in:
- Jean Louis Rieupeyrout, Il western ovvero il cinema americano per eccellenza, Bologna, Cappelli, 1957
- Pio Baldelli, Roberto Rossellini: i suoi film (1936-1972) e la filmografia completa, Roma, Samonà e Savelli, 1972
- AA.VV., La politica degli autori, 2 voll., Roma, minimum fax, 2000-2003